# Божидар Пампулов
Божидар Пампулов е български тенисист роден на 29 април 1949 г. в Пловдив. Дългогодишен състезател за Купа Дейвис. За отбора на България за Купа Дейвис има 13 победи и 22 загуби. Заедно със своя брат-близнак Матей Пампулов са една от най-успешните двойки в отбора.
Започва да се занимава с тенис когато е на единадесет години. След като завършва право се отдава изцяло на тениса. Божидар е неколкократен първенец на България при юношите и при мъжете.
През 1973 г. участва в квалификациите на Уимбълдън, но губи още в първи кръг от Клиф Летчър с резултат 7-9 4-6. През 1975 г. участва в квалификациите на Ролан Гарос, където губи във втори кръг от румънеца Север Мурешан с 6-3 4-6 4-6.
През 1975 г. Матей и Божидар Пампулови печелят сребро на двойки от Европейското първенство във Виена, което е първият медал за България от голямо официално състезание.
През 1977 г. печели първата титла от Европейско първенство на смесени двойки с Мима Яушовец (Югославия).
През 1978 г. печели турнир в Истанбул на сингъл, на двойки с Матей Пампулов и на смесени двойки заедно с Любка Радкова. През 1980 г. братята отново печелят турнира на двойки.
След като привършва кариерата си като играч, Пампулов става треньор на отбора ни за Купа Дейвис. Този пост заема в продължение на две години.
Божидар Пампулов е треньор в тенис школа в австрийския град Дорнбирн, където се занимава най-вече с най-малките тенисисти - от пет до десет години. Синът му Любен Пампулов се състезава за Австрия.